# The Change
The Change (с англ. — «Изменение, Перемена») — шестой студийный альбом шведской певицы и автора песен Мари Фредрикссон, выпущенный 10 октября 2004 года компанией Capitol Records совместно с собственным независимым лейблом Фредрикссон Mary Jane/Amelia Music. Это её единственный сольный альбом на английском языке, он же стал её первым релизом после того, как в 2002 году у нее диагностировали злокачественную опухоль мозга. После постановки диагноза и лечения Фредрикссон и ее муж Микаэль Боиош начали работу над альбомом в качестве формы терапии в своей домашней студии Vinden в Юрсхольме, Стокгольм, а Боиос выступил в качестве продюсера.
В музыкальном плане пластинка вдохновлена и находится под влиянием рутс, ритм-энд-блюза и госпел-музыки, которую вокалистка слушала в детстве. Фредрикссон также создала обложку альбома; позже она провела несколько профессиональных художественных выставок своих работ. Фредрикссон не занималась продвижением альбома. Она отошла от всех форм общественной деятельности на несколько лет после постановки диагноза. Несмотря на это, это был её первый сольный альбом, выпущенный по всему миру. Большинство изданий пластинки были выпущены с системой защиты Copy Control. Альбом имел коммерческий успех в её родной стране, дебютировав на первом месте и получив «золотую» сертификацию за поставки более 30 000 экземпляров. Песни «2:nd Chance», «All About You» и «A Table in the Sun» были выпущены как синглы.

## История создания и запись
The Change — единственный англоязычный сольный альбом вокалистки Roxette Мари Фредрикссон; ранее она выпустила пять сольных альбомов на шведском языке в период с 1984 по 1996 год и семь альбомов в составе поп-дуэта Roxette в период с 1986 по 2001 год. Планы по выпуску её дебютного англоязычного сольного альбома находились в разработке с середины 1990-х годов. «Bad Moon» — самая старая песня на пластинке; она датируется 1996 годом и была впервые записана во время ранних сессий для шестого студийного альбома Roxette Have a Nice Day (1999). 11 сентября 2002 года у Фредрикссон случился эпилептический припадок, и она упала в обморок в ванной комнате, при этом удар от падения сломал ей череп. После нескольких недель ожидания заживления перелома и вызванного им сотрясения мозга она перенесла операцию по удалению злокачественной опухоли мозга и несколько месяцев проходила курс химиотерапии и лучевой терапии. Долгосрочные последствия болезни привели к тому, что она разучилась читать и писать, а также ослепла на правый глаз. Она также не могла говорить в течение значительного периода времени.
После постановки диагноза и лечения Фредрикссон и её муж Микаэль Боиош начали работу над альбомом как своего рода терапию в своей домашней студии в Юрсхольме, Стокгольм. Боиош также продюсировал данный альбом. Мари Фредрикссон говорила, что они записывали материал дома, потому что «там не было стресса, не было давления. Мы могли работать в своем собственном темпе и много экспериментировать с музыкой, исследовать все возможности того, как [песни] могут звучать. Прежде всего, нам было весело вместе. Мике очень хорош и изобретателен как продюсер». Текст песни «The Change» был написан на английском языке, поскольку Фредрикссон «хотела поделиться своими чувствами с моими поклонниками по всему миру, чья поддержка очень помогла во время моей болезни и дала мне много сил. Хотя были времена, когда я думала, что не найду сил, чтобы закончить альбом, но шаг за шагом я это сделала».
В музыкальном плане альбом вдохновлён и на него повлияли рутс, ритм-н-блюз и госпел, которые Фредрикссон слушала в детстве. Несколько песен на пластинке были написаны Боиошом, когда он был участником Sugarcane; Фредрикссон регулярно присоединялась к этой группе на сцене — исполняя «All You’ve Gotta Do Is Feel», «Love 2 Live» и «Many Times», а также множество других оригинальных композиций и кавер-версий — во время концертов группы в ночном клубе «Penny Lane» в Хальмстаде в конце 90-х и начале 2000-х годов. Также в The Change вошёл кавер песни «The Good Life», своего рода «джазовый стандарт», изначально ставший знаменитым благодаря Тони Беннетту.

## Обложка альбома
Обложка альбома была создана Фредрикссон, которая начала рисовать углём в своей столовой в качестве еще одной формы терапии после того, как ей поставили диагноз опухоли мозга. Она сказала, что решила использовать уголь, потому что «эта технология и проста, и интересна. Меня всегда завораживали контрасты черного и белого, и оттенков серого, которые, как я нахожу, являются источником эмоций каждой работы». Она обнаружила, что создает больше произведений искусства по мере записи альбома, поясняя: «Это было так, как будто музыка привлекала рисунки в компанию, что это была симбиотическая связь — одно не могло существовать без другого». Она провела свою первую профессиональную художественную выставку под названием «After the Change» (с англ. — «После перемен») в сентябре 2005 года в «Galleri doktor Glas» в Стокгольме. Выставка имела успех, и все представленные картины были проданы к концу второго дня. Дальнейшие выставки прошли в 2008 году как в Стокгольме, так и в Гётеборге.

## Выпуск и продвижение альбома
Фредрикссон несколько лет воздерживалась от публичности после постановки диагноза и не занималась продвижением The Change. Главный сингл «2:nd Chance» был выпущен 8 октября 2004 года, песня «All You’ve Gotta Do Is Feel» была записана в качестве би-сайда. Сингл достиг восьмой позиции в шведском чарте синглов, став первым хитом Фредрикссон, вошедшим в десятку лучших в её родной стране с тех пор, как «Tro» достиг той же позиции в 1996 году. Песня также имела успех на международном уровне, войдя в десятку лучших нескольких немецких чартов, основанных на трансляции по радио. Оригинальный тираж альбома был сначала выпущен ограниченным тиражом в формате компакт-диска «Jewelcase» в Швеции 20 октября 2004 года. Последующий, более широкий шведский, скандинавский и континентальный европейский релиз состоялся 27 октября. Эти издания были выпущены в формате «digipak» и использовали систему защиты Copy Control. Это был её первый сольный альбом, получивший глобальный релиз; лейбл Capitol Records подтвердил, что диск будет выпущен «на всех основных рынках, где был выпущен последний альбом Roxette», включая Европу, Южную Америку, Южную Африку и части Азии.
Альбом провёл две недели на вершине шведского чарта альбомов, прежде чем выпал за пределы первой десятки. Затем пластинка снова вошла в первую десятку ещё на три недели в трансляции шведскоязычного телевизионного документального фильма на TV4 24 ноября. The Change закончил 2004 год как 18-й самый продаваемый альбом года в Швеции, и был сертифицирован Шведской ассоциацией звукозаписывающей индустрии как «золотой» за поставки, превышающие 30 000 единиц. Альтернативная версия песни «April Snow» была выпущена как би-сайд ко второму синглу альбома, «All About You» 1 декабря 2004 года. Третий и последний сингл из альбома на песню «A Table in the Sun» вместе с альбомной версией заглавного трека в качестве бисайда вышел 18 мая 2005 года. Шведская версия «A Table in the Sun» — «Ett bord i solen» — позже появилась в сборнике баллад Фредрикссон Tid för tystnad (2008).

## Отзывы критиков
| Оценки критиков      | Оценки критиков |
| Источник             | Оценка          |
| -------------------- | --------------- |
| Aftonbladet          | [ 1 ]           |
| Expressen            | [ 24 ]          |
| Gaffa                | [ 25 ]          |
| Göteborgs-Posten     | [ 26 ]          |
| Hallandsposten       | [ 10 ]          |
| Nerikes Allehanda    | [ 2 ]           |
| Helsingborgs Dagblad | [ 7 ]           |

Альбом получил в целом положительные отзывы после выпуска. «Aftonbladet» назвала пластинку «чрезвычайно сильной» и похвалила качество текстов, описав их как «личные, до такой степени, что иногда вы не можете слушать их, не затаив дыхания. Но, конечно, именно это делает песни такими особенными. Возвращение Мари Фредрикссон — это великий триумф — во всех возможных смыслах». «Mother» была выбрана в качестве кульминации альбома, которая, по их словам, «наполнена почти таким же количеством обнаженных чувств, как и одноименная песня Леннона». «Göteborgs-Posten» заявила, что «практически каждый автор песен в большей или меньшей степени вдохновляется собственной жизнью, когда сочиняет песню. Также общеизвестно, что человеческое творчество достигает пика, когда человек находится в кризисе. …Песни Мари никогда не были такими откровенными». В заключение они описали The Change как «очень смелый альбом: письмо, подписанное Фредрикссоном/Боиошем, в котором есть только одно послание — любовь побеждает все». «Helsingborgs Dagblad» также похвалила тексты песен, хотя их автор утверждал, что — со шведской точки зрения — использование английского языка «действует как фильтр, как для хорошего, так и для плохого, не давая песням стать слишком эмоциональными». Они также выделили «Mother», назвав ее «великолепной»; вокал Фредрикссон также был оценен как «самый сильный инструмент альбома».
«Hallandsposten» похвалила более тяжелые песни на пластинке, сравнив некоторые из них с работами The Beatles («April Snow»), Марвина Гэя («Love 2 Live») и Ленни Кравица («Bad Moon»), и сказала, что это песни, которые «растут с каждым прослушиванием и указывают интригующий путь вперед. Будет интересно посмотреть, что Мари сделает в будущем». Хокан Петтерссон из «Nerikes Allehanda» также похвалил более роковые песни и отметил, что они «гораздо более мощные, чем я осмеливался верить. …Гитарные риффы и общая интенсивность получили большее значение, часто в ущерб мелодии и гармонии, поэтому The Change не является безопасным коммерческим продуктом. Временами он имеет больше общего с The Hives, чем с любым шведским материалом Мари». Напротив, «Expressen» опубликовала негативный отзыв, заявив: «После всего, что случилось с Мари лично, этот диск, конечно, является захватывающим и позитивным музыкальным событием. На этот раз вопрос в том, „как звучит Мари?“, а не „как она?“. К сожалению, ответ — „не очень хорошо“. Её первый студийный альбом за восемь лет не оправдал ожиданий». Они критиковали более тяжелую продукцию, сетуя на потерю «легкого, мелодичного (и уникального) поп-ощущения», присущего ее шведским работам. Аналогичным образом датский музыкальный журнал «Gaffa» назвал The Change «самым важным альбомом в её карьере, но определенно далёким от того, чтобы называться её самым лучшим».

## Список композиций
Слова и музыка всех песен — Мари Фредрикссон, кроме случаев, где указано особо.
| №                   | Название                      | Автор(ы)                                  | Длительность |
| ------------------- | ----------------------------- | ----------------------------------------- | ------------ |
| 1.                  | «The Change»                  |                                           | 4:08         |
| 2.                  | «2:nd Chance»                 |                                           | 3:24         |
| 3.                  | «All You've Gotta Do Is Feel» | Микаэль Боиош                             | 4:05         |
| 4.                  | «April Snow»                  |                                           | 4:36         |
| 5.                  | «Love 2 Live»                 | Боиош Gary T'to                           | 2:55         |
| 6.                  | «Mother»                      | Боиош                                     | 5:11         |
| 7.                  | «Many Times»                  | Боиош                                     | 3:56         |
| 8.                  | «All About You»               | Боиош                                     | 3:32         |
| 9.                  | «The Good Life»               | Саша Дистель Jack Reardon Jean Broussolle | 3:59         |
| 10.                 | «Bad Moon»                    |                                           | 4:56         |
| 11.                 | «A Table in the Sun»          |                                           | 4:08         |
| 12.                 | «The Change – Orchestra»      |                                           | 4:39         |
| 13.                 | «All I Ever Wanted (Outtake)» |                                           | 4:15         |
| Общая длительность: | Общая длительность:           | Общая длительность:                       | 49:30        |

## Участники записи
Список приводится по данным буклета к компакт-диску:
- Все треки записаны в Studio Vinden в Юрсхольме; Cosmos Studios и Polar Studios в Стокгольме.
- Все песни спродюсированы Микаэлем Боиошом.
- Мастеринг: Claes Persson, CRP Recording, Стокгольме.

Музыканты
- Мари Фредрикссон — ведущий и бэк-вокал, обложка и иллюстрации в буклете
- Микаэль Боиош — бэк-вокал, клавишные, орган, электропианино Wurlitzer, глокеншпиль, маракасы, тамбурин и инженерия; струнные аранжировки (треки 2, 6 и 8)
- Staffan Astner — акустическая, электрическая и бас-гитара
- Магнус Линдгрен[англ.] — струнные аранжировки (треки 2, 6, 8 и 12) и дирижирование (track 12); саксофон (трек 5); флейта и кларнет (трек 6)
- Nicci Notini — ударные; тамбурин (трек 3); литавры (трек 12)

Дополнительные музыканты и технический персонал
- Kjell Andersson — дизайн обложки
- Jocke Bergström — бэк-вокал (трек 5 и 8)
- Peter Forss — бас-гитара (трек 1, 2 и 8)
- Peter Gardemar — струнный дирижер (трек 9)
- Хор Grace Gospel — хор (трек 4)
- Annika Granlund — бэк-вокал (трек 6)
- Karin Hammar — тромбон (трек 8)
- Андерс Херрлин — бас-гитара (трек 10)
- Sara Isaksson — бэк-вокал (трек 6)
- Кристофер Лундквист — бас-гитара (трек 4, 7 и 9)
- Martin Sandberg — бэк-вокал (трек 2)
- Marty Manning — аранжировка струнных (трек 9)
- Sebastian Notini — перкуссия (track 8); ударные (трек 11)
- Lennart Östlund — звукорежиссура и сведение
- Матс МП Перссон — ударные (трек 10)
- Anna Rodell — скрипка (трек 8)
- Матс Ронандер[англ.] — губная гармошка (трек 3)
- Max Schultz — гитара (трек 8)
- Stockholm Session Strings — струнная секция (трек 2, 6 и 12)
- Maria Streijffert — скрипка (трек 8)
- Anna Weibust — альт (трек 8)
- Pär Wickholm — дизайн обложки
- Christina Wirdegren-Alin — виолончель (трек 8)

## Чарты
| Чарт (2004)                | Высшая позиция |
| -------------------------- | -------------- |
| Швеция (Sverigetopplistan) | 1              |

| Чарт (2004)                                | Позиция |
| ------------------------------------------ | ------- |
| Чарт шведских альбомов (Sverigetopplistan) | 18      |

## Сертификация
| Регион                                                      | Сертификация | Продажи |
| ----------------------------------------------------------- | ------------ | ------- |
| Швеция (GLF)                                                | Золотой      | 30 000^ |
| ^ Данные о тиражах приведены только на основе сертификации. |              |         |

## История релизов
| Регион   | Дата            | Формат                                      | Лейбл                                  | № по каталогу     | Прим.  |
| -------- | --------------- | ------------------------------------------- | -------------------------------------- | ----------------- | ------ |
| Швеция   | 20 октября 2004 | CD DL                                       | Mary Jane/Amelia Music Capitol Records | 7243 863180-2 2   | [ 16 ] |
| Швеция   | 27 октября 2004 | CD digipack (с технологией Copy control) DL | Mary Jane/Amelia Music Capitol Records | 7243 863675-2 5   | [ 16 ] |
| Европа   | 27 октября 2004 | CD digipack (с технологией Copy control) DL | Mary Jane/Amelia Music Capitol Records | 7243 863181-2 1   | [ 16 ] |
| ЮАР      | 19 ноября 2004  | CD DL                                       | Mary Jane/Amelia Music Capitol Records | CDEMCJ (WFL) 6183 | [ 16 ] |
| Бразилия | 20 декабря 2004 | CD digipack (с технологией Copy control) DL | Mary Jane/Amelia Music Capitol Records | 7243 863181-2 1   | [ 16 ] |
| Тайвань  | 23 декабря 2004 | CD digipack (с технологией Copy control) DL | Mary Jane/Amelia Music Capitol Records | 7243 863181-2 1   | [ 16 ] |
| Япония   | 13 января 2005  | CD digipack (с технологией Copy control) DL | Mary Jane/Amelia Music Toshiba EMI     | TOCP-66352        | [ 28 ] |